# Rifugio Guido Lorenzi
Das  Rifugio Guido Lorenzi (kurz Rifugio Lorenzi, deutsch Lorenzihütte) ist eine private Schutzhütte in der Cristallogruppe in den Belluneser Dolomiten oberhalb von Cortina d’Ampezzo. Sie gehört zu den höchstgelegenen Hütten in den Dolomiten.

## Lage und Umgebung
Das Rifugio Lorenzi liegt auf 2932 m s.l.m. wenige Meter oberhalb der Forcella Staunies (2918 m) am Nordwestgrat der Cima di Mezzo. Nach Westen verläuft der Grat weiter zum  Cristallino d’Ampezzo. Die Hütte mit großer Sonnenterrasse schmiegt sich an einen Felsvorsprung, auf dem ein mehrere Meter hohes Kreuz an den Gebirgskrieg erinnert. Sie liegt im Naturpark Ampezzaner Dolomiten.

## Geschichte

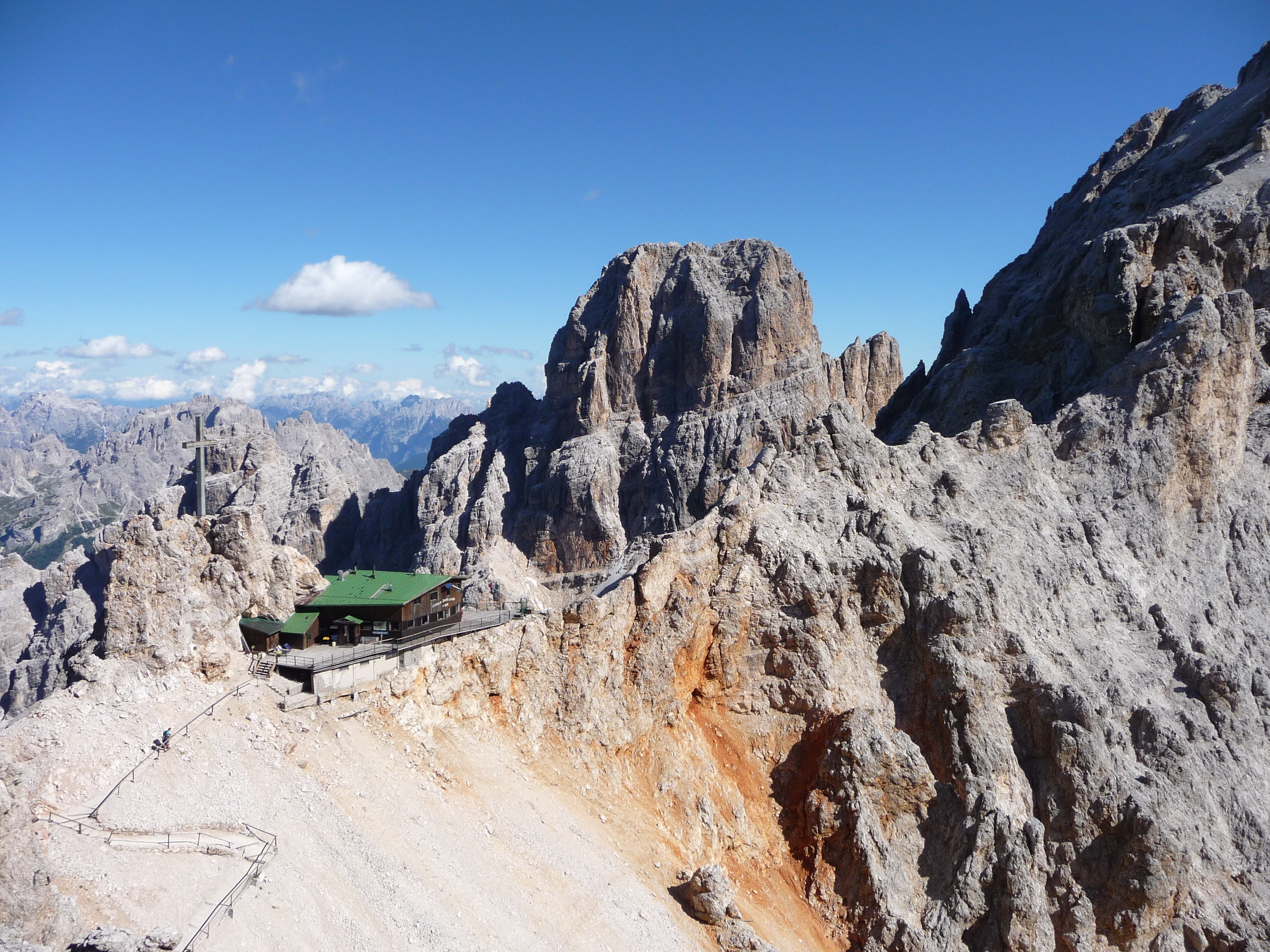
Rif. Lorenzi von Westen, im Hintergrund der Piz Popena

Nachdem der Standort im Ersten Weltkrieg direkt an der Frontlinie gelegen hatte, wurde er in den 50er Jahren als Bauplatz für einen touristischen Stützpunkt ausgewählt. Die Hütte eröffnete am 1. Juli 1959 knapp oberhalb der Bergstation der anlässlich der Olympischen Winterspiele 1956 errichteten Gondelbahn in die Forcella Staunies. Initiator des Hüttenbaus war Beniamino Franceschi, ein Mitglied der Ampezzaner Alpinorganisation Scoiattoli di Cortina. Der Name geht auf Guido Lorenzi (1929–1956), einen talentierten Bergsteiger zurück, der 1952 neben Lino Lacedelli und Luigi Ghedina an der Erstbegehung der Cima Scotoni-Südwestwand beteiligt war. 1956 war er bei einem Schreinerunfall ums Leben gekommen. 1974/75 erfuhr die Hütte eine Renovierung. Heute befindet sie sich im Besitz der Erben Franceschis.
Im Jahr 2011 lief die vierzigjährige Betriebsgenehmigung der Gondelbahn aus, über die das Rifugio Lorenzi versorgt wurde. Nachdem Ende Juli 2016 die letzte Fristverlängerung für den Seilbahnbetrieb ausgelaufen war und daraufhin die Bahn den Betrieb einstellte, schloss auch das Rifugio Lorenzi seine Türen. Im Februar 2018 wurde ein Projekt für eine neue Seilbahn, auch im Hinblick auf eine Olympiakandidatur von Cortina d’Ampezzo für die Olympischen Winterspiele 2026, vorgelegt.

## Touren
Der Aufstieg zum Rifugio Lorenzi erfolgt durch die Schuttrinne der Grava Staunies und gestaltet sich ob des lockeren Gerölls äußerst mühsam. Die meisten Bergsteiger machten deshalb von der Gondelbahn Gebrauch, die von Son Forca beim gleichnamigen Rifugio Son Forca heraufführte. Zu Fuß benötigt man von der Capanna Rio Gero (1698 m) unterhalb des Passo Tre Croci gut vier Stunden für den Aufstieg.
Die Hütte diente als Ausgangspunkt für drei beliebte Klettersteige (Vie ferrate):
- Die Via ferrata Marino Bianchi (Schwierigkeit C/D) beginnt direkt auf der Sonnenterrasse und führt in 1½ Stunden über den Nordwestgrat auf die Cima di Mezzo. Bei Vereisung oder Neuschnee sollte man diesen Steig meiden.
- Der Sentiero Ivano Dibona (B) beginnt an der Bergstation in der Forcella Staunies und führt über die Cresta Bianca entlang von Kriegsstellungen westwärts. Je nach Abstiegsweg benötigt man ab der Hütte rund 6 Stunden ins Tal.
- Der Sentiero ferrato Renato De Pol (C) zweigt vom Dibona-Weg ab und führt durch die nordwestliche Cristallogruppe gegen Pian del Forame. Ab der Hütte ist mit etwa 5½ Stunden zu rechnen.[4]

Die beiden letztgenannten Steige werden fast ausschließlich im Abstieg begangen.
In den letzten Jahrzehnten des Betriebes wurde die Anlage in die Scharte im Winter als Doppelsessellift betrieben, die Fahrbetriebsmittel wurden dafür aufwendig jeweils am Saisonende von Hand ausgetauscht. Hintergrund war die Errichtung einer Mittelstation, die im Winter dazu diente, Skifahrern den Zugang zum unteren Teil der Abfahrt, der weniger schwierig und vor allem, anders als der hochgelegene Teil der Scharte, die meiste Zeit des Winters sicher befahrbar ist, zu ermöglichen. Die Zwischenstation erforderte den Ausstieg bei voller Fahrt über ein Rampe in die Scharte, was nur aus Sesseln, nicht aber aus den im Sommer installierten Gondeln möglich war. Die Abfahrt Staunies Vertical Ski galt mit bis zu 64 Prozent Hangneigung als steilste Piste im Verbund Dolomiti Superski. Für weniger Geübte bestand die Möglichkeit, den Lift an der Mittelstation zu verlassen.